# Емили Кар
Емили Кар родена на 13 декември във Виктория (Британска Колумбия), починала на 2 март 1945 г. също там, е канадска художничка и писателка. Преди всичко е известна с картините си за бита на индианците от западното крайбрежие и пейзажите си.
След смъртта на родителите си отива в Сан Франциско,САЩ, където започва да изучава изкуство. През 1899 г. заминава за Англия, където продължава учението си. От 1910 г. е във Франция. По-късно се връща в Канада.
Рисува основно природата на Канада и картини от културата на канадските индианци. Особено се интересува от индианските тотеми. Става известна през 1927 г. когато нейни картини са изложени в Националната галерия на Канада.

## Галерия
- Breton church (1906)
- Trees in France (ca. 1911)
- Le Paysage (1911)
- Indian War Canoe (1912)
- Community House, Ucluelet (1912)
- Kitwancool (1928)
- The Indian Church (1929)
- Blunden Harbour (ca. 1930)
- Guyasdoms D'Sonoqua (ca. 1930)
- Totem and Forest (1931)
- Among the Firs (1931)
- Forest, British Columbia (1931-2)
- Deep Woods (1936)
- Scorned as timber (1936)
- Shoreline (1936)
- Dancing Sunlight (1937)
- Above the Gravel Pit (1937)
- Autoritratto (1938-9)
- Odds and Ends (1939)